# Cao nguyên Kachin

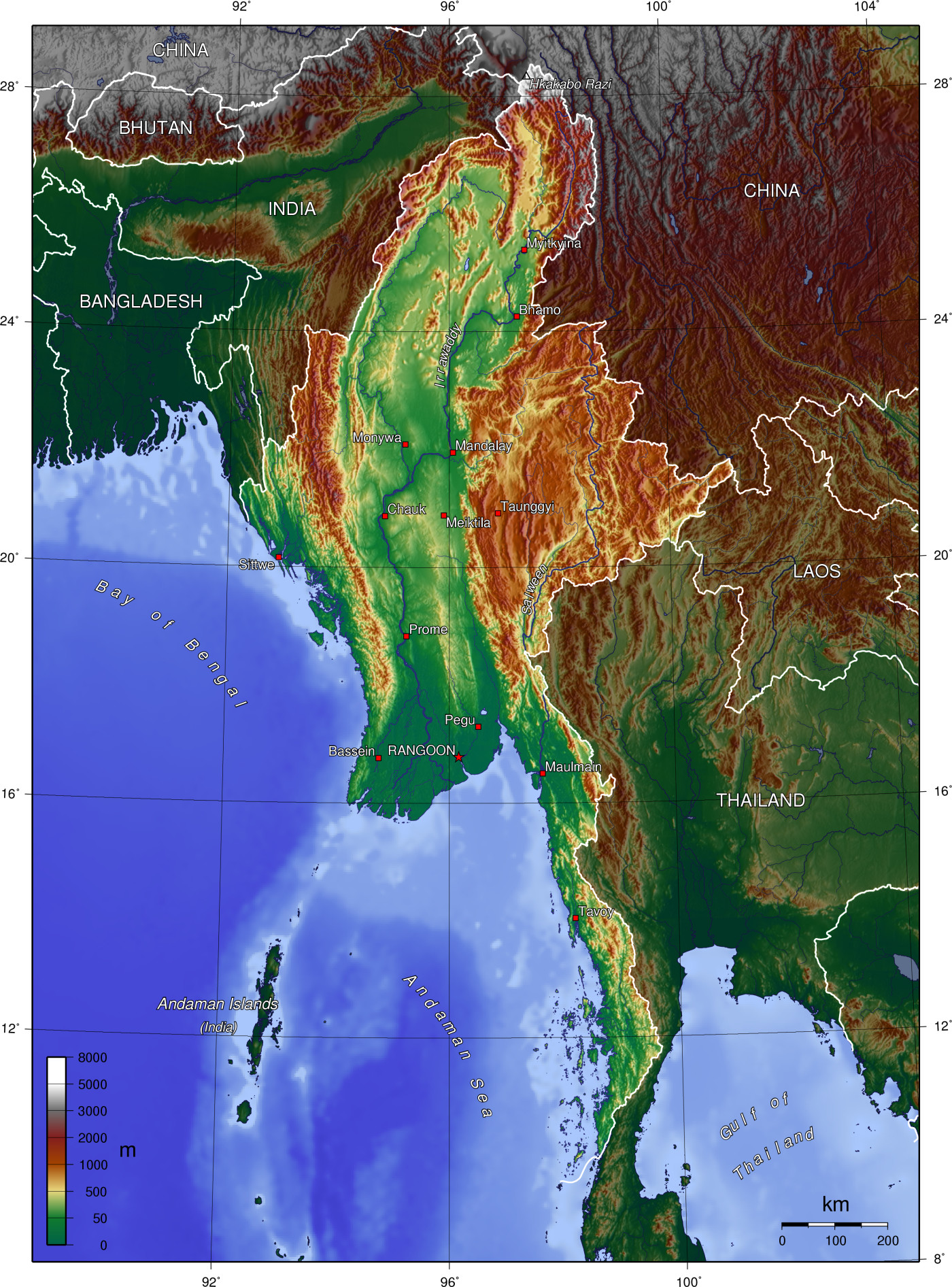

Cao nguyên Kachin là tên gọi chúng nhóm các cao nguyên vẫn còn khá nhiều rừng che phủ ở đông bắc bang Kachin, Myanma. Cao nguyên Kachin bao gồm cả dãy núi Kumon Bum.

## Địa lý
Cao nguyên này rộng khoảng 19.177 dặm vuông Anh (49.670 km2), và bao gồm một loạt dãy núi, hầu hết chạy theo hướng bắc-nam, xen kẽ là các thung lũng. Các dãy núi này đều tụ về sông Ayeyarwady. Cao nguyên Kachin chính là lưu vực ở thượng nguyền của dòng sông lớn nhất Myanma này.
Kumon Bum là dãy núi có độ cao khoảng 3.411 m (11.191 ft).

## Dân cư
Cao nguyên Kachin là nơi sinh sống của người Kachin.